# 300 (филм)
„300“ е американски фентъзи филм от 2007 г., адаптация на графичния роман със същото име на Франк Милър, който е преразказ на историческата битка при Термопилите. Филмът е режисиран от Зак Снайдър, a Милър работи като изпълнителен продуцент и консултант. Филмът е заснет предимно на син екран, който после е заменен с компютърно генерирана среда, за да се възпроизведе образността на оригиналния комикс.
Главния герой е цар Леонид, който през 480 г. пр. Хр. води война с персийкия цар Ксеркс. Взел триста от най-добрите си воини, той бива запомнен в историята с битката си. Филмът стартира в конвенционалните киносалони и IMAX кината в САЩ на 9 март 2007 г., и на DVD, Blu-Ray, и HD DVD на 31 юли 2007 г. Приходите, генерирани през премиерния уикенд на филма на големия екран, го нареждат на 24-та позиция в историята на бокс офиса. Оценките на критиците обаче са на двата полюса. Някои го обявяват за оригинално постижение по отношение на сюжет и визия, докато други го критикуват за неуместно изобразяване на древните перси.
На 7 март 2014 г. по кината излезе и втора част „300: Възходът на една империя“, която разказва за събития случили се преди, по време на и след битката при Термопилите.